# Frank Wilcoxon
Frank Wilcoxon (Glengarriffe Castle, 2 settembre 1892 – Tallahassee, 18 novembre 1965) è stato uno statistico e chimico irlandese, contribuì al Test dei ranghi con segno di Wilcoxon e la comparazione multipla.
Cominciò la carriera scientifica nell'ambito della chimica nella quale operò dal 1924 al 1950
(ricerca sugli insetticidi, sintesi delle sostanze di crescita delle piante, azioni fungicide).
Si interessò di statistica nel 1941 studiando il Statistical Methods for Research Workers (1925) di
R.A.Fisher.

## Opere
- Individual comparisons by ranking methods, in Biometrics, 1945
- Probability tables for individual comparisons by ranking methods, in Biometrics, 1947
- Some rapid approximate statistical procedures, 1949